# Always in My Head
"Always in my Head" é a primeira faixa do sexto álbum da banda britânica de rock alternativo Coldplay, Ghost Stories (2014). Uma versão ao vivo da faixa gravada no Royce Hall de Los Angeles aparece no Ghost Stories Live 2014.